# Wonder Boys
Wonder Boys er en amerikansk film fra 2000 instrueret af Curtis Hanson og produceret af Scott Rudin efter manuskript af Steve Kloves, baseret på romanen af samme navn af Michael Chabon.
Filmen var nomineret til flere Oscars, BAFTAs og Golden Globes, især Steve Kloves' manuskript og Bob Dylans musik var gennemgående og Dylan vandt da også en Oscar og en Golden Globe for bedste originale sang.

## Handling
Wonder Boys foregår over en weekend omkring et universitet i Pittsburgh, Pennsylvania og følger professor Tripp (Michael Douglas) og dennes forsøg på at afslutte sin roman, da hans redaktør (Robert Downey Jr.) netop er kommet til byen. Situationen udvikler sig dog hurtigt og snart kører professor Tripp byen rundt med sin suicidale elev (Tobey Maguire) i et forsøg på at rede trådene ud i et kaos uden ende, der både involverer en død hund, Marylin Monroes jakke og et farligt stofmisbrug.

## Medvirkende
| Skuespiller       | Rolle                 |
| ----------------- | --------------------- |
| Michael Douglas   | professor Grady Tripp |
| Tobey Maguire     | James Leer            |
| Robert Downey Jr. | Terry Crabtree        |
| Frances McDormand | rektor Sara Gaskell   |
| Katie Holmes      | Hannah Green          |
| Rip Torn          | Quentin "Q" Morewood  |
| Jane Adams        | Oola                  |
| Richard Thomas    | Walter Gaskell        |

## Soundtrack
Soundtracket til filmen indeholder bl.a. sange af Neil Young, Buffalo Springfield og Bob Dylan, der bl.a. vandt en Oscar for bedste originale sang. Sangene var meget præget af en landevejsstemning og hjalp med at tydeliggøre filmens road movie-aspekter.
Komedie

## Priser og nomineringer
- Academy Awards
  - Oscar for bedste filmatisering (Steve Kloves), nomineret
  - Oscar for bedste originale sang (Bob Dylan), vandt
  - Oscar for bedste redigering (Dede Allen), nomineret

- Golden Globe Awards
  - Golden Globe for bedste dramafilm, nomineret
  - Golden Globe for mandlige skuespiller i et drama (Michael Douglas), nomineret
  - Golden Globe for bedste manuskript (Steve Kloves), nomineret
  - Golden Globe for bedste originale sang (Bob Dylan), vandt

- BAFTA Awards
  - Bafta Award for bedste manuskript (Steve Kloves), nomineret
  - Bafta Award for bedste mandlige hovedrolle (Michael Douglas), nomineret